# Madoff, l'arnaque du siècle
Madoff, l'arnaque du siècle (Madoff) est une mini-série américaine en quatre épisodes de 42 minutes basée sur la vie de Bernard Madoff, écrite par Ben Robbins et diffusée les 3 et 4 février 2016, sur le réseau ABC.
En France, la mini-série a été diffusée sous la forme de deux téléfilms de 80 minutes le 27 novembre 2016, sur Paris Première puis le 17 octobre 2017 sur M6 en seconde partie de soirée.

## Synopsis
Bernard Madoff dit Bernie Madoff, conseiller financier, connait une ascension fulgurante, grâce à des malversations, suivie d'une chute brutale qui aura des conséquences notables sur sa famille, ses associés et ses clients.

## Distribution
- Richard Dreyfuss (VF : Michel Papineschi) : Bernie Madoff
- Peter Scolari (VF : Nicolas Marié) : Peter Madoff
- Blythe Danner (VF : Frédérique Tirmont) : Ruth Madoff
- Lyne Renée : Catherine Hooper
- Frank Whaley (VF : Éric Legrand) : Harry Markopolos
- Charles Grodin (VF : Bernard Tiphaine) : Carl Shapiro
- Erin Cummings (VF : Laurence Bréheret) : Eleanor Squillari
- Susan Blommaert : Vera Zweig
- Michael Rispoli (VF : Jean-François Aupied) : Frank DiPascali
- Lewis Black (VF : Patrick Raynal) : Gregory Perkins
- Bruce Altman (VF : Guy Chapellier) : Gary Flumenbaum
- Olivia Washington : l'agent Cacioppi
- Tom Lipinski (VF : Mathias Kozlowski) : Mark Madoff
- David Margulies (VF : Jean-Pierre Leroux) : Elie Wiesel
- Danny Deferrari (VF : Nessym Guetat) : Andrew Madoff
- Annie Heise (VF : Charlotte Marin) : Stephanie Mikesell

## Réception
La première partie a attiré en moyenne 7,08 millions de téléspectateurs, et la deuxième partie, 6,7 millions.